# 科马比奥
科马比奥（義大利語：Comabbio），是意大利瓦雷泽省的一个市镇。总面积4平方公里，人口1166人，人口密度291.5人/平方公里（2009年）。国家统计（ISTAT）代码为012054。